# Glenoleon dissolutus
Glenoleon dissolutus är en insektsart som först beskrevs av Gerstaecker 1885.  Glenoleon dissolutus ingår i släktet Glenoleon och familjen myrlejonsländor. Inga underarter finns listade i Catalogue of Life.